# Чикаго Беарз
Чика́го Беарз (англ. Chicago Bears) — профессиональный клуб по американскому футболу, выступающий в Национальной футбольной лиге. Команда является членом Северного дивизиона Национальной футбольной конференции (НФК).
«Чикаго», основанный в 1919 году и изначально выступавший как «Декатур Стэйлис», своё нынешнее название обрёл в 1922 году. На счету «Беарз» 9 титулов: восемь чемпионатов НФЛ и один Супербоул (XX), завоёванный ими в 1985 году. Клуб уступает по этому показателю только «Грин Бэй Пэкерз», у которых 12 титулов. В Зале Славы американского футбола «Чикаго» представлен 26 игроками — больше, чем у любого другого клуба НФЛ.
В 2007 команда могла повторить свой успех 1985 года, но уступила в решающем матче «Индианаполис Колтс» 17:29.

## История клуба
За свою 88-летнюю историю клуб сыграл более 1000 игр в Национальной футбольной лиге, начиная с 1920 года. По окончании сезона 2006 года, «Чикаго» лидировал в НФЛ по количеству побед (686). Общий статистика встреч «Беарз» составила 686 побед, 499 поражений и 42 ничьи (670—482-42 в матчах регулярного сезона и 16-17 в матчах плей-офф).

### Декатур Стэйлис, 1919—1920
История клуба началась в городе Декатур, штат Иллинойс, в 1919 году, когда «Стэйлис Старч Компани» решила стать спонсором футбольной команды. 17 сентября 1920 года команда, вместе с ещё пятью новыми клубами, присоединились к Американской профессиональной футбольной ассоциации, которая в 1922 году была переименована в Национальную футбольную лигу, сохранив это название до сих пор. Плата за место в лиге тогда составляла 100 долларов.
Как и «Аризона Кардиналс» (с 1920 по 1959 год клуб базировался в Чикаго) «Беарз» являются одной из двух команд Национальной футбольной лиги, игравшей в самом первом сезоне 1920 года и существующая до сих пор. В своём первом сезоне «Декатур» выиграл 10 матчей и проиграл всего в одном, но финишировал в итоговой таблице на втором место, уступив не проигравшей ни одного матча «Акрон Прос».

### Первые годы в Чикаго, 1921—1929
В следующем году «Стэйлис Компани» продала команду Джорджу Халасу за 5000 американских долларов и дала разрешение перевезти команду в Чикаго, при условии, что название «Стэйлис» будет сохранено в течение следующего года. Халас стал не только владельцем, но также и главным тренером и игроком команды (играл на позициях тайт-энда и защитного энда). В сезоне 1921 года «Стэйлис» выиграли чемпионат лиги (9 побед и 1 поражение), а год спустя, команда была переименована в «Чикаго Беарз». Свои домашние матчи «Беарз» играли на «Ригли Филд», который был также домашней ареной для бейсбольного клуба «Чикаго Кабс». Название «Беарз» («медведи») команда взяла по аналогии с этим клубом («Cubs» — в данном случае «медвежата»).

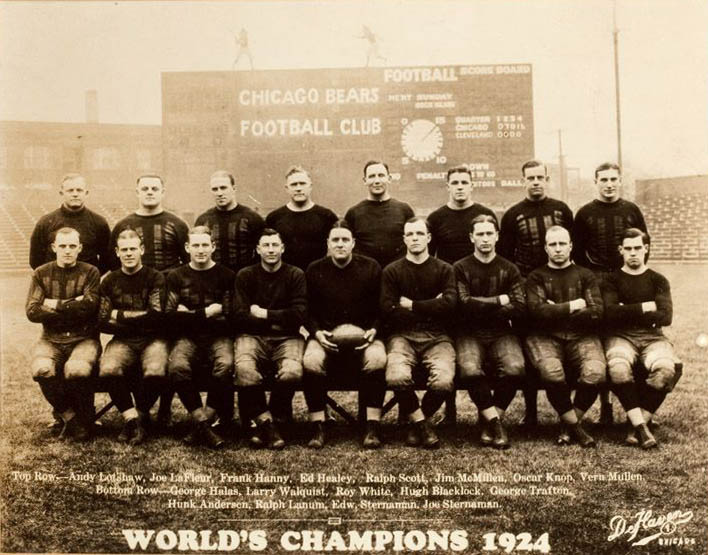
«Чикаго Беарз» в 1924 году

На протяжении нескольких следующих лет «Чикаго» оставался одним из лучших клубов лиги, три года подряд (1922-24) заканчивая сезон на втором месте. Формат розыгрыша тогда не предусматривал игры плей-офф. В 1924 году «Беарз» после победы над «Кливленд Буллдогз» 7 декабря получили звание «чемпионов мира», что запечатлено на фото. Но НФЛ постановило, что игры после 30 ноября не идут в зачёт и в итоге «Медведи» опять закончили сезон на втором месте.
В 1922 году клуб стал первым, кто совершил покупку игрока у другой команды — за 100 долларов из Рок-Айленда был куплен Эд Хили. А тремя годами позже был подписан контракт с будущей звездой футбола Гарольдом «Редом» Гранжем. Через год игрок перешёл в «Нью-Йорк Янкис», но уже в 1929 вернулся в «Чикаго», где играл до середины 30-х.
В то время профессиональный футбол негативно оценивался американцами, предпочитавшими смотреть студенческий футбол, считав его более «чистым». Халас, тем не менее, в 1925 году организовал поездку своей команды по Америке, начавшуюся в День Благодарения матчем против своих «соседей» «Чикаго Кардиналс». Игра завершилась нулевой ничьей, а общие показатели «Беарз» в турне, закончившемся 31 января, составили 11 побед, 4 поражения и 2 ничьи.
«Чикаго» завершил первую декаду своего существования провальным сезоном 1929 года, заняв только 9 место (4 победы и 9 поражений). Так и не выиграв в качестве «Беарз» ни одного титула Халас решил уйти с поста главного тренера. Его преемником стал Ральф Джонс.

### Тридцатые годы, 1930—1939
Тридцатые годы связаны с возникновением сильного тандема игроков, состоящего из Бронко Нагурски и Реда Гранжа, и игравшего в четырёх матчах за звание чемпиона НФЛ, два из которых заканчивались успехом.
После невыразительных двух сезонов (1930 и 1931), в которых «Чикаго» оба раза занимал третье место, в 1932 году «Беарз» и «Портсмут Спартанс» поделили первое место в таблице по итогам сезона. Команды сыграли «неофициальную чемпионскую игру», прошедшую 18 декабря на «Чикаго Стэдиум». Эта игра, стала первой в истории Национальной футбольной лиги, которая игралась в закрытых помещениях. В присутствии 11198 болельщиков «Чикаго» обыграл «Портсмунт» 9:0.
В том же году партнер Халаса Датч Стернаман ушёл из организации. Халас, возвратившись на пост главного тренера в конце 1932 года, получил полный контроль над командой, которой и руководил вплоть до своей смерти в 1983 году. Он также был главным тренером «Беарз» в общей сложности на протяжении 40 сезонов, что является рекордом НФЛ.
В следующем году, «Чикаго» выиграли первый чемпионат НФЛ, который игрался с делением на дивизионы (команда попала в Западный дивизион, который и выиграла), а отдельная игра за звание чемпиона стала постоянной. В финале «Чикаго» оказались сильнее «Нью-Йорк Джайентс» — 23:21. Команды встретились снова в решающей игре сезона 1934 года, где «Джайентс» взяли реванш 30:13. Матч прошёл 8 декабря на замёрзшем поле «Поло Граундс» в Нью-Йорке.
В 1935 и 1936 годах «Беарз» не смогли пробиться в решающую игру. В 1937 «Чикаго», заняв первое место в Западном дивизионе, встретился в игре за звание чемпиона с «Вашингтон Рэдскинз» и уступил 28:21. Больших успехов в тридцатых годах команда добиться не смогла. В конце 30-х Халас пригласил в свою команду квотербека Сида Лакмана, ставшего одним из лидеров клуба на протяжении сороковых годов.

### «Золотые» сороковые, 1940—1946
«Беарз» начали 40-е с четырёх подряд появлений в финале чемпионата НФЛ, в трёх из которых победили. Самый знаменитый из этих финалов состоялся в 1940 году, когда были разбиты «Вашингтон Рэдскинз». В этом матче Халас впервые применил Т-образный вариант нападения, во главе которого находился квотербек Сид Лакман. Такая игра шокировала игроков «Вашингтона», которые ничего не смогли поделать с нападением «Чикаго» и в итоге матч закончился со счётом 73:0 в пользу «Беарз». Такой счёт стал в лиге рекордом, который держится и до сих пор. Очень скоро Т-образную формацию стали применять команды не только НФЛ, но и университетов.
В 1941 году «Беарз» и «Грин Бэй Пэкерз» поделил первое место в Западном дивизионе с показателями 10-1-0. В дополнительно назначенном матче между этими командами сильнее оказались игроки «Чикаго» 33:14, которые и получили право сыграть в игре за чемпионство с «Нью-Йорк Джайентс». В матче, прошедшем на «Ригли Филд» в Чикаго 21 декабря, «Беарз» опять не оставили шансов своему сопернику (37:9), и второй раз в своей истории дважды к ряду завоевали чемпионский титул.
Сезон 1942 года «Чикаго» проводил без Халаса, отправившегося на Вторую мировую войну. Перед отъездом он назначил главными тренерами команды Ханка Андерсона и Люка Джонсоса до тех пор, пока Халас не вернётся с войны. «Беарз» закончили регулярный сезон с показателем 11-0, но в игре за чемпионство уступили «Вашингтон Рэдскинз» 6:14. В следующем году «Чикаго» опять, уже в третий раз за последние четыре года, встречался в решающем матче с «Вашингтоном». В присутствии 34320 зрителей на «Ригли Филд» «Беарз» одержали победу 41:21, благодаря Сиду Лакману, набросавшему на 276 ярдов и пять тачдаунов, и признанного затем самым ценным игроком сезона.
Следующие два сезона «Чикаго» особого успеха добиться не смог. В сезоне 1946 года в команду вернулся «Папа медведь» Халас, вместе с которым с войны возвратилось много футболистов. Регулярный сезон «Беарз» закончили с показателем 8-2-1 и, завоевав очередной титул победителей Западного дивизиона, в игре за звание чемпиона НФЛ вышли на «Нью-Йорк Джайентс». Матч, сыгранный в Нью-Йорке, закончился со счётом 24:14 в пользу «Чикаго». Это был их седьмой титул. В следующий раз команда Халаса смогла добиться успеха только через 16 лет.

### Падение с вершины, 1947—1959
Сезон 1947 года «Беарз» начали с двух поражений подряд, однако серия из восьми побед вернула команду в борьбу за первое место в Западном дивизионе. Проиграв в предпоследней игре «Лос-Анджелес Рэмс» 17:14, «Чикаго» в последнем матче сезона встретился с «Чикаго Кардиналс». В игре, определявшей кто из встречающихся команд выиграет дивизион и примет участие в решающей игре НФЛ, победили «Кардиналс». В следующем году «Беарз» в регулярном сезоне сыграли ещё лучше (10-2), но во второй раз подряд уступили первое место в дивизионе «Кардиналс», проиграв очную встречу.
В 1949 году «Чикаго» оставался одной из лучших команд лиги. Однако, уже в третий раз подряд остался за чертой Чемпионской игры, отстав на одну победу. Новое десятилетие команда начала с девяти побед и трёх поражений. Такой же показатель был и у «Лос-Анджелес Рэмс», в результате чего команды встретились в очном поединке для определения победителя дивизиона, в которой сильнее оказались футболисты из Лос-Анджелеса 24:14.
В 1951 году «Беарз» выдали хорошую стартовую серию, выиграв пять из шести первых матчей. Но во второй половине сезона всего лишь две победы при 4 поражениях отодвинули «Чикаго» на четвёртое место в конференции. Следующий сезон команда провела ещё хуже, выиграв менее 50 % всех матчей (5-7), что произошло впервые с 1945 года. Проблемы продолжились и в 1953 году, когда многие «звёзды» 40-х завершили карьеру или ушли из «Чикаго». Впервые в своей истории команда провалила два сезона подряд (3 победы и 8 поражений). Этот год также запомнился первым афроамериканцем в НФЛ — квотербеком Уилли Троуером, сыгравшим первую и единственную игру против «Сан-Франциско Форти Найнерс».
Как и карьера Троуера в НФЛ, проблемы «Беарз» быстро закончились. Уже в 1954 году команда боролась за первое место в конференции, но остановилась в шаге от цели, выиграв 8 из 12 матчей. В следующем году «Чикаго» повторил свои показатели как по выигранным матчам, так и по занятому месту. После этого Джордж Халас объявил об уходе с поста главного тренера, которое занял Педди Дрискол.
С новым тренером команда, выиграв 9 и проиграв 2 матча, сразу заняла первое место в Западной конференции и впервые за 10 лет приняла участие в решающей игре НФЛ. Но добиться победы в матче «Беарз» не смогли, проиграв «Нью-Йорк Джайентс» с разгромным счётом 7:47. После успешного сезона последовал провальный, в котором команда одержала менее 50 % побед. Халас уволил Дрискола и в четвёртый раз занял пост главного тренера.
Два последних сезона 1950-х «Беарз» провели уже под руководством Халаса, и оба раза занимали второе место в конференции, выигрывая по 8 из 12 матчей в регулярном сезоне. Это десятилетие стало первым в истории команды, когда клуб ни разу не выигрывал чемпионский трофей. Это был первый признак падения клуба, который вскоре и случился с «Чикаго». Однако новатор Халас постоянно искал молодых талантов, которого нашёл в лице Джорджа Аллена, сумевшего создать несколько новшеств, например, подобие первых обманных схем и всесторонний подход к поиску новых игроков на драфте НФЛ.

## Логотипы, форма и символы

### Логотипы
Клуб на протяжении своей истории несколько раз менял логотип. Первый официальный логотип был представлен в начале 1940-х. Это был медведь, бегущий с мячом в руках. Следующий изображал синего медведя, лежащего на футбольном мяче. Этот логотип сохранился до 1962 года, когда появился другой — стилизованная белая буква «С», обведённая чёрной линией. В 1974 году было решено изменить цветовую схему логотипа. Белый цвет заменили на оранжевый, а чёрное обрамление перекрасили в темно-синий. Этот логотип сохранился до сих пор.
Существуют также и альтернативные логотипы клуба. Первым из них была желто-чёрная голова медведя, существовавшая с 1963 года. С 1992 её заменили на бело-синею голову, расположенную на фоне желто-синего основного логотипа команды. С 1999 года команда решила вернуться к старому альтернативному логотипу, сделав ряд изменений — голову медведя перекрасили в черно-оранжевый цвет и немного модифицировали.

## Стадион

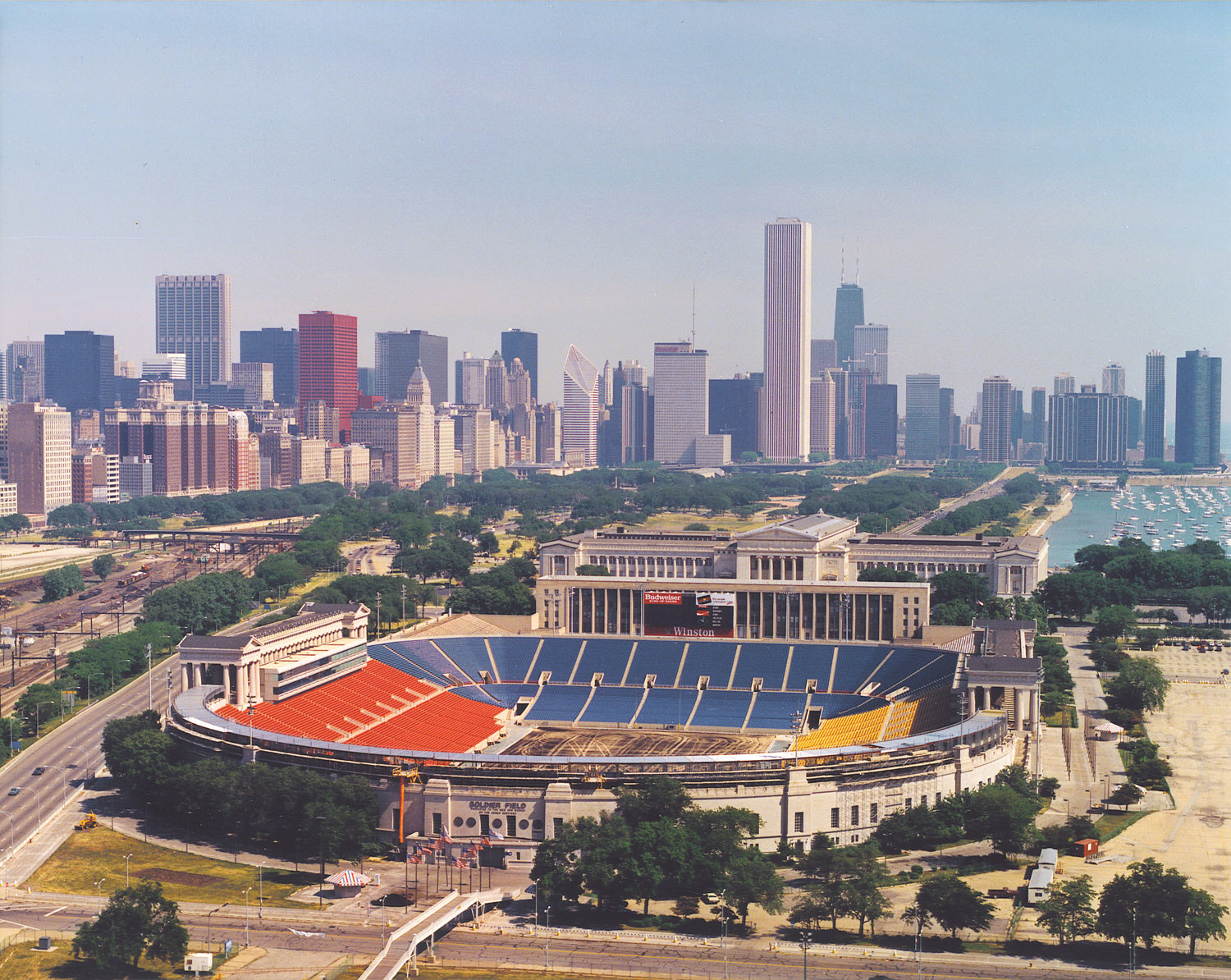
«Солджер Филд» до реконструкции

Свои домашние матчи «Беарз» проводят на «Солджер Филд», куда они переехали в 1971 году. Прежний стадион, «Ригли Филд» стал слишком маленьким для принятия игр Национальной футбольной лиги. После слияния АФЛ и НФЛ, новообразованная лига хотела чтобы их команды играли на стадионах, которые могли бы вместить не менее 50 тысяч зрителей. Даже несмотря на переносные места, которые были доставлены на «Ригли», стадион смог вместить только 46 тысяч.
Перед началом сезона 1988 года на стадионе заменили искусственное покрытие на настоящую траву. 20 января 2002 года, сразу после проигрыша «Чикаго» в играх плей-офф, стадион закрыли для реконструкции. От «старого» «Солджер Филд» остались только внешние стены. 27 сентября 2003 года, после завершения всех работ, стадион вновь открыли. Многие фанаты теперь называют стадион «Нью Солджер Филд» (Новый Солджер Филд).
Во время сезона 2002 года «Беарз» играли свои домашние матчи на «Мемориал Стэдиум» в Шампейне, принадлежащем Иллинойсскому университету. Статистика встреч на нём составила 3 победы и 5 поражений. В сезоне 2005 года, «Беарз» выиграли Северный дивизион Национальной футбольной конференции, но в первом же своём матче плей-офф, сыгранном 15 января 2006 года, уступили «Каролине Пантерз» 21-29. Это была первая игра плей-офф с того момента как стадион перестроили.

## Статистика и рекорды
Билл Джордж и Даг Баффон держат клубный рекорд по количеству сезонов, проведённых в команде (14). Джордж играл с 1952 по 1965 года, а Баффон с 1966 по 1979. Стив Макмайкл в период с 1981 по 1993 года сыграл 191 игру подряд, что является рекордом в команде. На втором месте по этому показателю Уолтер Пэйтон, сыгравший 186 игр подряд в период с 1975 по 1987 год.
Кевину Батлеру принадлежит клубный рекорд по количеству набранных очков. За свою десятилетнюю карьеру (1985-95) он набрал 1116 очков. Пэйтон на втором месте с 750 очками. Пэйтону же принадлежит рекорд по количеству ярдов на выносе (16726), который также был рекордом НФЛ, пока Эммит Смит из «Даллас Ковбойз» в 2002 году не побил его. Нил Андерсон, игравший с 1986 по 1993 год, ближайший по этому показателю к Пэйтону (6166). Марк Борц является единственным игроком, 13 раз участвовавшим в плей-офф за «Беарз». По 12 раз в играх на вылет приняло участие ещё 8 игроков.
В 1940 году «Чикаго Беарз» в матче за звание чемпиона НФЛ разгромил «Вашингтон Рэдскинз» 73-0, установив рекорд по самому крупному выигрышу в Национальной футбольной лиге (как и плей-офф, так и регулярном сезоне). Крупнейшей домашней победой стал выигрыш 61-7 над «Грин Бэй Пэкерз» в 1980 году. Крупнейшим поражением в истории клуба стал проигрыш 52-0 «Балтимор Колтс» 52-0 в 1964 году. В сезонах 1934 и 1942 годов клуб в регулярном сезоне не проиграл ни одной игры, но (в отличие от «Майами Долфинс» в 1972) не смог завоевать чемпионский титул ни в одном из этих сезонов. В 1934, клуб одержал 13 побед, но уступил в решающей игре «Нью-Йорк Джайентс», а в 1942 (при 11 победах в 11 матчах) проиграл «Вашингтон Рэдскинз».
Джордж Халас держит клубный рекорд среди главных тренеров по количеству сезонов с клубом (40) и по количеству побед (324). Последний также долгое время был рекордом во всей лиге, пока Дон Шула (Балтимор Колтс/Майами Долфинс) не побил его в 1993 году. Майк Дитка ближайший по победам тренер в «Чикаго». На его счету 112 выигрышных матчей. Ни один другой тренер не добился ещё с «Беарз» 100 побед.

### Сезоны (2000—2007)
| Победители конференции | Победители дивизиона |

| Сезон             | Команда           | Лига              | Конференция       | Дивизион          | Регулярный сезон  | Регулярный сезон | Регулярный сезон | Регулярный сезон | Результат в плей-офф |                                                    |
| Сезон             | Команда           | Лига              | Конференция       | Дивизион          | Место             | В                | П                | Н                | Результат в плей-офф |                                                    |
| ----------------- | ----------------- | ----------------- | ----------------- | ----------------- | ----------------- | ---------------- | ---------------- | ---------------- | --- | -------------------------------------------------- |
| 2000              | 2000              | НФЛ               | НФК               | Центральный       | 5                 | 5                | 11               | 0                | |                                                    |
| 2001              | 2001              | НФЛ               | НФК               | Центральный       | 1                 | 13               | 3                | 0                | Проиграли в плей-офф дивизионов (Филадельфия) (19-33)                                                                                                 |                                                    |
| 2002              | 2002              | НФЛ               | НФК               | Северный          | 3                 | 4                | 12               | 0                | |                                                    |
| 2003              | 2003              | НФЛ               | НФК               | Северный          | 3                 | 7                | 9                | 0                | |                                                    |
| 2004              | 2004              | НФЛ               | НФК               | Северный          | 4                 | 5                | 11               | 0                | |                                                    |
| 2005              | 2005              | НФЛ               | НФК               | Северный          | 1                 | 11               | 5                | 0                | Проиграли в плей-офф дивизионов (Каролина) (21-29) |                                                    |
| 2006              | 2006              | НФЛ               | НФК               | Северный          | 1                 | 13               | 3                | 0                | Выиграли в плей-офф дивизионов (Сиэтл) (27-24 OT) Выиграли в финале конференции (Нью-Орлеан) (39-14) Проиграли в Супербоул XLI (Индианаполис) (17-29) |                                                    |
| 2007              | 2007              | НФЛ               | НФК               | Северный          | 4                 | 7                | 9                | 0                | |                                                    |
| 2008              | 2008              | НФЛ               | НФК               | Северный          | 2                 | 9                | 7                | 0                | |                                                    |
| Всего (1920—2007) | Всего (1920—2007) | Всего (1920—2007) | Всего (1920—2007) | Всего (1920—2007) | Всего (1920—2007) | 670              | 482              | 42               | (1920—2006, включая только регулярный сезон) | (1920—2006, включая только регулярный сезон)       |
| Всего (1920—2007) | Всего (1920—2007) | Всего (1920—2007) | Всего (1920—2007) | Всего (1920—2007) | Всего (1920—2007) | 16               | 17               |                  | (1920—2006, включая только плей-офф) | (1920—2006, включая только плей-офф)               |
| Всего (1920—2007) | Всего (1920—2007) | Всего (1920—2007) | Всего (1920—2007) | Всего (1920—2007) | Всего (1920—2007) | 686              | 499              | 42               | (1920—2006, включая и регулярный сезон и плей-офф) | (1920—2006, включая и регулярный сезон и плей-офф) |

## Игроки и тренеры

### Члены Зала славы американского футбола
В «Зале славы американского футбола» (англ. Pro Football Hall of Fame) «Чикаго» представлен 32 игроками, тренерами и функционерами. Джордж Халас, Бронко Нагурски и Ред Гранж были среди первых, кто был введён в Зал в 1963 году. Ричард Дент является последним введённым в «Зал славы» из «Беарз» (2011 год).
| Игрок            | Год введения | Позиция                                 | Сезоны                          |
| ---------------- | ------------ | --------------------------------------- | ------------------------------- |
| Даг Эткинс       | 1982         | Дефенсив энд                            | 1955-1966                       |
| Джордж Бланда    | 1981         | Квотербек, Кикер                        | 1949-1958                       |
| Дик Баткас       | 1979         | Лайнбекер                               | 1965-1973                       |
| Гай Чемберлин    | 1965         | Оффенсив энд, Дефенсив энд              | 1920-1921                       |
| Джордж Коннор    | 1975         | Оффенсив тэкл, Дефенсив тэкл, Лайнбекер | 1948-1955                       |
| Джимми Конзелмэн | 1964         | Квотербек                               | 1920                            |
| Ричард Дент      | 2011         | Дефенсив энд                            | 1983-1993 и 1995                |
| Майк Дитка       | 1988         | Тайт-энд                                | 1961-1966                       |
| Педди Дрискол    | 1965         | Квотербек, Тренер                       | 1920, 1926—1929, 1956—1957      |
| Джим Финкс       | 1995         | Администратор                           | 1974-1982                       |
| Дэн Фортмэнн     | 1965         | Оффенсив гард, Дефенсив лайнмен         | 1936-1943                       |
| Билл Джордж      | 1974         | Миддл лайнбекер                         | 1952-1965                       |
| Ред Гранж        | 1963         | Раннинбек, Дефенсив бек                 | 1925, 1929—1934                 |
| Джордж Халас     | 1963         | Владелец, Тренер, Энд                   | 1920-1983                       |
| Дэн Хэмптон      | 2002         | Дефенсив тэкл, Дефенсив энд             | 1979-1990                       |
| Эд Хили          | 1964         | Оффенсив тэкл, Дефенсив тэкл            | 1922-1927                       |
| Билл Хьюитт      | 1971         | Оффенсив энд, Дефенсив энд              | 1932-1936                       |
| Стэн Джонс       | 1991         | Оффенсив лайнмен                        | 1954-1965                       |
| Уолт Кислинг     | 1966         | Оффенсив лайнмен, Дефенсив лайнмен      | 1934                            |
| Бобби Лэйн       | 1967         | Квотербек, Плейскикер                   | 1948                            |
| Сид Лакман       | 1965         | Квотербек                               | 1939-1950                       |
| Уильям Лиман     | 1964         | Оффенсив лайнмен, Дефенсив лайнмен      | 1926-1928, 1930—1931, 1933—1934 |
| Джордж Макафи    | 1966         | Раннинбек, Дефенсив бек                 | 1940-1941, 1945—1950            |
| Джордж Массо     | 1982         | Оффенсив лайнмен, Дефенсив лайнмен      | 1933-1944                       |
| Бронко Нагурски  | 1963         | Фуллбек, Лайнбекер                      | 1930-1937, 1943                 |
| Алан Пейдж       | 1988         | Дефенсив тэкл                           | 1978-1981                       |
| Уолтер Пэйтон    | 1993         | Раннинбек                               | 1975-1987                       |
| Гейл Сэйерс      | 1977         | Раннинбек                               | 1965-1971                       |
| Майк Синглтери   | 1998         | Миддл лайнбекер                         | 1981-1992                       |
| Джо Стидехер     | 1967         | Оффенсив тэкл, Дефенсив тэкл            | 1936-1942, 1945—1946            |
| Джордж Трефтон   | 1964         | Центр, Дефенсив лайн                    | 1920-1932                       |
| Бульдог Тёрнер   | 1966         | Лайнбекер, Центр                        | 1940-1952                       |

### Зарезервированные номера
Всего у «Беарз» 14 зарезервированных номеров, больше всех в Национальной футбольной лиге. Это четвёртый показатель во всех американских профессиональных спортивных лигах. Впереди только «Бостон Селтикс» (Национальная баскетбольная ассоциация, 21 закреплённый номер), «Нью-Йорк Янкис» (Главная лига бейсбола, 18) и «Монреаль Канадиенс» (Национальная хоккейная лига, 15).
| Навсегда закреплённые номера «Чикаго» |                 |    |                |
| #                                     | Игрок           | #  | Игрок          |
| 3                                     | Бронко Нагурски | 42 | Сид Лакман     |
| 5                                     | Джордж Макафи   | 51 | Дик Баткас     |
| 7                                     | Джордж Халас    | 56 | Билл Хьюитт    |
| 28                                    | Вилли Галимор   | 61 | Билл Джордж    |
| 34                                    | Уолтер Пэйтон   | 66 | Бульдог Тёрнер |
| 40                                    | Гейл Сейерс     | 77 | Ред Гранж      |
| 41                                    | Брайен Пикколо  | 89 | Майк Дитка     |

### Главные тренеры
Данные на 17 августа 2015 года. Учитываются игры регулярного сезона и плей-офф
| Имя            | Страна   | С               | По              | Матчи       | Матчи       | Матчи       | Титулов     |
| Имя            | Страна   | С               | По              | В           | П           | Н           | Титулов     |
| -------------- | -------- | --------------- | --------------- | ----------- | ----------- | ----------- | ----------- |
| Фриц Уасем     | Флаг США | 1919            | 1919            | Не доступно | Не доступно | Не доступно | Не доступно |
| Ред Брэннон    | Флаг США | 1919            | 1919            | Не доступно | Не доступно | Не доступно | Не доступно |
| Джеймс Кук     | Флаг США | 1919            | 1919            | Не доступно | Не доступно | Не доступно | Не доступно |
| Джордж Халас   | Флаг США | Январь 1920     | Декабрь 1929    | 324         | 151         | 31          | 1           |
| Ральф Джонс    | Флаг США | Январь 1930     | Декабрь 1932    | 24          | 10          | 7           | 1           |
| Джордж Халас   | Флаг США | Декабрь 1932    | Ноябрь 1942     | 324         | 151         | 31          | 3           |
| Ханк Андерсон  | Флаг США | Ноябрь 1942     | Декабрь 1945    | 24          | 12          | 2           | 1           |
| Дюк Джонсос    | Флаг США | Ноябрь 1942     | Декабрь 1945    | 24          | 12          | 2           | 1           |
| Джордж Халас   | Флаг США | Январь 1946     | Декабрь 1955    | 324         | 151         | 31          | 1           |
| Педди Дрискол  | Флаг США | Декабрь 1955    | Декабрь 1957    | 14          | 10          | 1           |             |
| Джордж Халас   | Флаг США | Декабрь 1957    | 27 мая 1968     | 324         | 151         | 31          | 1           |
| Джим Дулей     | Флаг США | 27 мая 1968     | Декабрь 1971    | 20          | 36          | 0           |             |
| Эйб Гиброн     | Флаг США | Декабрь 1971    | 17 декабря 1974 | 11          | 30          | 1           |             |
| Джек Пэрди     | Флаг США | 31 декабря 1974 | 19 января 1978  | 20          | 23          | 0           |             |
| Нейл Армстронг | Флаг США | 16 февраля 1978 | 4 января 1982   | 30          | 35          | 0           |             |
| Майк Дитка     | Флаг США | 20 января 1982  | 5 января 1993   | 112         | 68          | 0           | 1           |
| Дейв Уоннстед  | Флаг США | 19 января 1993  | 28 декабря 1998 | 41          | 57          | 0           |             |
| Дик Джаурон    | Флаг США | 24 января 1999  | 29 декабря 2003 | 35          | 46          | 0           |             |
| Лови Смит      | Флаг США | 15 января 2004  | 31 декабря 2013 | 84          | 66          | 0           |             |
| Марк Трестман  | Флаг США | 20 марта 2013   | 29 декабря 2014 | 13          | 19          | 0           |             |
| Джон Фокс      | Флаг США | 8 января 2015   | Настоящее       | 0           | 0           | 0           |             |